# Kensuke Shimizu
Kensuke Shimizu (清水賢亮?, Shimizu Kensuke; Hokkaidō, 7 luglio 1999) è un lottatore giapponese, specializzato nella lotta greco-romana.

## Biografia
Ai mondiali di Oslo 2021 ha vinto il bronzo superando ai ripescaggi il kazako Sultan Asetuly al primo turno e l'ungherese Erik Torba alla finale per il terzo posto; era stato estromesso dal tabellone principale dal georgiano Leri Abuladze ai quarti, dopo aver elimminato il kirghiso Kaly Sulaimanov.

## Palmarès
| Anno | Manifestazione      | Sede     | Evento | Risultato | Note |
| ---- | ------------------- | -------- | ------ | --------- | ---- |
| 2015 | Mondiali cadetti    | Sarajevo | 42 kg  | 5º        |      |
| 2017 | Mondiali U23        | Tampere  | 50 kg  | Bronzo    |      |
| 2021 | Campionati asiatici | Almaty   | 63 kg  | 8º        |      |
| 2021 | Mondiali            | Oslo     | 63 kg  | Bronzo    |      |